# Regiony statystyczne Macedonii Północnej

Mapa regionów statystycznych Macedonii

Regiony statystyczne Macedonii – osiem regionów, na które podzielona jest Macedonia Północna dla ułatwienia zadań statystycznych. Nie stanowią one elementu oficjalnego podziału administracyjnego, w którym największymi jednostkami są gminy. Podział na regiony statystyczne jest zgodny z NUTS-1 dla kraju.
Największym regionem pod względem liczby ludności jest Skopijski, zaś pod względem powierzchni – Pelagonijski.

## Regiony statystyczne
| Region              | Nazwa macedońska     | Populacja (2002) | Liczba gmin |
| ------------------- | -------------------- | ---------------- | ----------- |
| Pelagonijski        | Пелагониски регион   | 238136           | 9           |
| Połoski             | Полошки регион       | 304125           | 9           |
| Południowo-wschodni | Југоисточен регион   | 171416           | 10          |
| Południowo-zachodni | Југозападен регион   | 221546           | 9           |
| Północno-wschodni   | Североисточен регион | 172787           | 6           |
| Skopijski           | Скопски регион       | 578144           | 17          |
| Wardarski           | Вардарски регион     | 154535           | 9           |
| Wschodni            | Источен регион       | 181858           | 11          |

1. ↑  W tym 10 stanowią dzielnice miasta Skopje